# Petr Mareš (politik)
Petr Mareš (* 15. ledna 1953 Praha) je český diplomat a bývalý politik, na přelomu 20. a 21. století poslanec Poslanecké sněmovny za Unii svobody a v letech 2003–2004 předseda této strany, místopředseda vlády Vladimíra Špidly.

## Životopis
Po dobu jednoho roku studoval na historické fakultě Varšavské univerzity, pak přešel na Filozofickou fakultu Univerzity Karlovy (obor filosofie – dějepis). Zde promoval roku 1978 a roku 1983 tu obhájil doktorskou, později roku 1988 i kandidátskou práci. V období let 1980–1981 byl zaměstnán jako montér v podniku Strojinvestav Praha, pak v letech 1981-1984 coby vědecký aspirant a pak odborný pracovník v Ústavu československých a světových dějin ČSAV. Následně byl od roku 1987 do roku 1988 archivářem Všeodborového archivu a v období let 1988–1990 vědeckým pracovníkem oddělení dějin a teorie filmu v Československém filmovém ústavu. Od roku 1990 vyučoval na Fakultě sociálních věd Univerzity Karlovy. Byl zde tajemníkem katedry politologie, proděkanem pro studijní záležitosti a vedoucím oddělení amerických studií při Institutu mezinárodních studií. Absolvoval i zahraniční pedagogickou stáž, když v roce 1996 vyučoval v letním semestru na University of Calgary. Je autorem několika odborných a populárně naučných knih z oboru historie. Jako spoluautor se podílel na II. dílu knihy Dějiny zemí Koruny české vydané roku 1992 nakladatelstvím Paseka. U téhož vydavatelského domu publikoval v roce 1997 společně s Jiřím Fidlerem knihu Dějiny a NATO (Paseka 1997). Je ženatý, má dvě dcery a syna.
Počátkem roku 1998 se zapojil do budování Unie svobody jako nové politické strany. Uvádí se tehdy jako člen jejího přípravného výboru, profesí vysokoškolský pedagog. V únoru 1998 se pak stal jejím místopředsedou. Ve volbách v roce 1998 byl zvolen do poslanecké sněmovny za Unii svobody (volební obvod Východočeský kraj). Byl předsedou sněmovního výboru pro vědu, vzdělání, kulturu, mládež a tělovýchovu a v letech 2001–2002 i volebního výboru. V parlamentu setrval do voleb v roce 2002.
V následném funkčním období sice nezasedal v parlamentu, ale dále posiloval svůj vliv v Unii svobody a ve vládě. V období červenec 2002 – srpen 2004 působil jako místopředseda vlády Vladimíra Špidly (místopředseda vlády pro výzkum a vývoj, lidská práva a lidské zdroje). Na 8. republikovém shromáždění Unie svobody-DEU v lednu 2003 byl zvolen předsedou strany. Ani pak se ale nepodařilo zastavit propad preferencí a po volbách do EP roku 2004, které pro US-DEU dopadly katastrofálně, začali stranu opouštět někteří významní členové. Výrazným kritikem politiky Petra Mareše byl například Robert Kolář, který v květnu 2004 odešel z vedení US-DEU a přestal být i jejím členem. Na předsednickém postu setrval Mareš do června 2004, ve vládě zasedal do srpna téhož roku.
Později působil v diplomacii. V letech 2006 až 2010 byl českým velvyslancem v Nizozemsku. V roce 2010 prezident Václav Klaus odmítl jmenovat Mareše velvyslancem České republiky na Ukrajině. Od roku 2010 byl velvyslancem se zvláštním posláním pro Východní partnerství.